# Martin Cheek
Martin Roy Cheek (geboren: 1960) is een Brits botanicus en taxonoom, werkzaam aan de Kew Gardens.
Cheek studeerde aan de Universiteit van Reading. Hij behaalde een B.Sc. in 1981 en een M.Sc. in 1983. In 1989 behaalde hij op de Universiteit van Oxford de graad van Doctor of Philosophy.

## Onderzoek

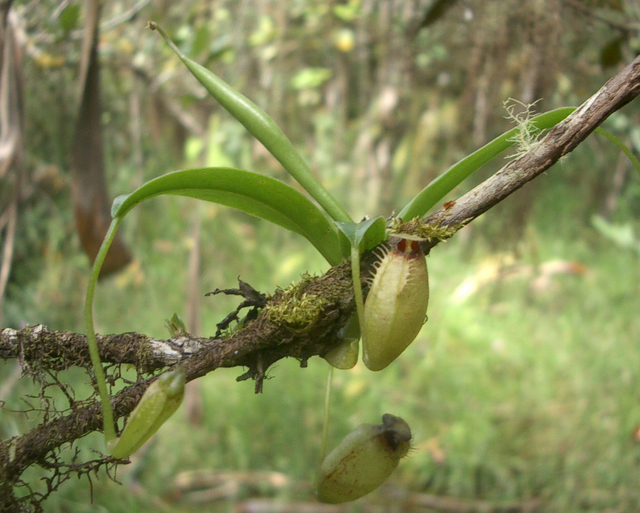
Nepenthes aristolochioides werd in 1997 door Cheek en Jebb voor het eerst beschreven

Cheek maakte in samenwerking met Matthew Jebb een grondige revisie van Nepenthes, een geslacht van vleesetende bekerplanten. Zij publiceerden in 1997 de monografie A skeletal revision of Nepenthes (Nepenthaceae), met de eerste herziening van het hele geslacht sinds het werk van John Muirhead Macfarlane in 1908. Hun revisie was gebaseerd op het onderzoek dat zij sinds 1984 hadden verricht, waarbij ze zowel herbariumspecimina bestudeerden als wilde exemplaren in Zuidoost-Azië en Madagaskar. In 2001 publiceerden ze een tweede monografie, getiteld Nepenthaceae.
Cheek beschreef een groot aantal Nepenthes-soorten voor het eerst, vaak gezamenlijk met Jebb. Enkele van deze soorten zijn N. abalata, N. abgracilis, N. alzapan, N. argentii, N. aristolochioides, N. cid, N. danseri, N. diatas, N. extincta, N. hurrelliana, N. kitanglad, N. kurata, N. lamii, N. leyte, N. mira, N. murudensis, N. negros, N. ramos, N. robcantleyi, N. samar, N. thai en N. ultra. Ook publiceerden Cheek en Jebb N. macrophylla als een volle soort.